# Автономова, Наталия Борисовна
Ната́лия Бори́совна Автоно́мова (род. 14 августа 1947) — советский и российский искусствовед, историк искусства, музейный работник, куратор.

## Биография
Наталия Автономова родилась 14 августа 1947 года.
В 1970 году окончила отделение истории и теории искусства исторического факультета Московского государственного университета имени М. В. Ломоносова.
В 1972—2000 годах работала в Государственной Третьяковской галерее; заведующая отделом живописи конца XIX — начала XX века.
В 1982—1983 годах была соискателем в Институте истории искусств.
С 2000 года по настоящее время — заведующая отделом личных коллекций Государственного музея изобразительных искусств имени А. С. Пушкина.
Область научных интересов — русское искусство конца XIX — начала XX века.
Владеет английским языком.

## Преподавательская деятельность
С 2009 года читает в Московской государственной консерватории имени П. И. Чайковского лекционные курсы «История изобразительного искусства» и «Художники русского авангарда».

## Куратор
- 1989 — Первая персональная выставка В. В. Кандинского в России. М., Л. 1989[1]
- Организация монографических выставок художников русского авангарда: «Великая утопия», «М. Шагала», «К. Малевича», «Н. Гончаровой и М. Ларионова», «И. Клюна» и т. д. в ГТГ[1]
- Выставка «Лев Бакст/Leon Békst. К 150-летию со дня рождения»[2]
- «„Багатели“ Василия Кандинского»[3]
- «Салоники. Коллекция Костаки. Рестарт»[4]

## Участие в творческих и общественных организациях
- Член Ассоциации искусствоведов[1]

## Награды и звания
- Заслуженный деятель искусств Российской Федерации[1]